# 今村都南雄
今村 都南雄（いまむら つなお、1941年10月10日 - ）は、日本の政治学者。
専門は行政学・地方自治論。主に組織論のアプローチに基づいた研究を行う。
中央大学名誉教授。

## 来歴
山梨県甲府市生まれ。1960年、埼玉県立熊谷高等学校卒業。1965年、中央大学法学部法律学科卒業。1967年、国際基督教大学大学院行政学研究科修了。1967年、中央大学法学部助手。1971年、中央大学法学部助教授。1978年、中央大学法学部教授。1981年、中央大学大学院法学研究科教授。2005年、中央大学公共政策大学院教授。2010年、中央大学名誉教授。山梨学院大学法学部教授・山梨学院大学大学院社会科学研究科長。2002-2004年度日本行政学会理事長。1990年-2003年および2007年-2010年学校法人中央大学選任評議員。2018年～現代行政研究所名誉顧問。

## 著書

### 単著
- 『組織と行政』（東京大学出版会、1978年）
- 『行政の理法』（三嶺書房、1988年）ISBN 4-914906-84-8
- 『行政学の基礎理論』（三嶺書房、1997年）ISBN 4-88294-090-6
- 『官庁セクショナリズム』（東京大学出版会、2006年）ISBN 978-4-13-034231-5
- 『ガバナンスの探究　蠟山政道を読む』（勁草書房、2009年）
- 『わたしの行政学研究』(自治総研ブックス)（公人社、2009年）

### 共著
- 『ホーンブック行政学』（北樹出版、1996年）
- 『現代政治学の透視図』（世界書院、1999年） ISBN 4-7927-9043-3
- 『自治体の構想2 制度』（岩波書店、2002年）
- 『逐条研究 地方自治法〈3〉執行機関』（敬文堂、2004年）
- 『ホーンブック基礎行政学』（北樹出版、2006年）ISBN 4-7793-0021-5
- 『都市政府とガバナンス』（中央大学出版部、2004年]）
- 『ゼロからの自治―大潟村の軌跡と村長・宮田正馗 自治に人あり〈4〉』(公人社、2012年）

### 編著
- 『リゾート法と地域振興』（ぎょうせい、1992年）
- 『「第三セクター」の研究』（中央法規出版、1993年） ISBN 4-8058-1145-5
- 『公共サービスと民間委託』（敬文堂、1998年）
- 『日本の政府体系』（成文堂、2002年） ISBN 4-7923-3174-9
- 『現代日本の地方自治』（敬文堂、2006年）

### 訳書
- F.E.ローク『官僚制の権力と政策過程（第2版）』(中央大学出版部、1981年）
- G. マヨーネ『政策過程論の視座』（三嶺書房,1996年） ISBN 4-88294-110-4
- プルネンドラ・ジェイン『日本の自治体外交―日本外交と中央地方関係へのインパクト』 (自治総研叢書)（敬文堂、2009年）　ISBN 4-7670-0164-1
- ハーバート カウフマン『官僚はなぜ規制したがるのか: レッド・テープの理由と実態』（勁草書房、2015年）　ISBN 4-3263-0245-3

## 恩師
学部生時代は外間寛（行政法）ゼミに所属。国際基督教大学院生時代に蠟山政道に師事。中央大学助手時代には学外指導教授として辻清明に師事。

## 門下生
- 佐藤克廣（北海学園大学法学部教授）
- 真山達志（同志社大学政策学部教授）
- 山谷清志（同志社大学政策学部教授）
- 前田成東（東海大学政治経済学部教授）
- 武智秀之（中央大学法学部教授）＊ただし、大学院はICUで、その際の指導教員は辻清明。
- 衛藤幹子（法政大学法学部教授）
- 嶋田暁文（九州大学大学院法学研究院教授、自治体学会副理事長）
- 久保木匡介（長野大学環境ツーリズム学部教授）
- 永松伸吾（関西大学社会安全学部教授）
- 土屋耕平（中央学院大学法学部准教授）
- 日高昭夫：中村陽一（行政学、中央大学法学部名誉教授）門下ではあるが、日高昭夫（山梨学院大学法学部教授）も、今村都南雄の門下生に近い位置にある（今村の還暦記念で公刊された『日本の政府体系』に日高が寄稿しているのはかくなる理由による）。